# Femmes artistes du musée de Mougins
 (avril 2012).
Le FAMM (Femmes artistes du Musée de Mougins) est un musée d'art privé inauguré le 21 juin 2024 à Mougins, dans le département des Alpes-Maritimes.
Dès juin 2024, le musée Femmes artistes du musée de Mougins (FAMM) anciennement Musée d'art classique de Mougins (MACM), ne présente uniquement que des œuvres réalisées par des artistes femmes de La Collection Levett, notamment Joan Mitchell, Lee Krasner, Helen Frankenthaler, Grace Hartigan, Elaine de Kooning, Louise Bourgeois, Tracey Emin, Sarah Lucas, Howardena Pindell, Joan Semmel, Nancy Graves, Cecily Brown, Carrie Mae Weems, Barbara Hepworth, Marlene Dumas, Alma Thomas, Leonor Fini, Franciszka Themerson, Jenny Saville et Elizabeth Colomba.

## Historique du MACM puis du FAMM
En 2008, Christian Levett, tradeur et collectionneur anglais, a l’idée de faire construire un musée pour partager sa collection d'art avec le grand public,. Il investit 8 000 000 € dans le projet.
En 2023, le collectionneur s'étant lassé des antiquités, décide de modifier radicalement la ligne éditoriale du musée, et de le consacrer désormais aux femmes artistes.

## Collections du FAMM
Le MACM est composé de quatre étages ordonnés chronologiquement du sous-sol jusqu’au deuxième étage. Au sous-sol se trouve la galerie égyptienne. Consacrée au thème de l'au-delà, elle est conçue sous forme de crypte. Elle comporte des reliefs de tombes, masques et panneaux funéraires, statuettes de dieux et déesses datant de l'Ancien Empire à l'époque ptolémaïque ainsi que des œuvres modernes d'Alexander Calder et de Jean Cocteau.
Au rez-de-chaussée, le musée présente la galerie des Célébrités et l'art du portrait. Des bustes antiques en marbre et en bronze des anciens tels que Socrate, Alexandre le Grand, Néron et Auguste côtoient des œuvres d'art d'Alessandro Turchi, Giovanni Paolo Panini, Henri de Toulouse-Lautrec, Henry Moore, Pablo Picasso, Henri Matisse ou encore Cyril de La Patellière.
Le premier étage est consacré aux dieux et déesses gréco-romains et aux coutumes sociales. Des sculptures en marbre et en bronze des périodes grecque et romaine, des pièces de monnaie en or, de la vaisselle en argent et en verre et des bijoux grecs et romains occupent l’espace. La mythologie, source d’inspiration inépuisable pour de nombreux artistes, est également représentée dans les œuvres modernes et contemporaines qui dialoguent avec les antiquités qui les entourent dans cette galerie. Les Panneaux pour l’Œdipe d’Auguste Renoir, Léda et le cygne d’Antoine Bourdelle ou encore Perséphone de Georges Braque ne sont que quelques exemples.
Au deuxième étage, la galerie de l’Armurerie renferme la plus grande collection privée d'armes et d'armures gréco-romaines au monde[réf. nécessaire] : armures, casques de bataille et de parade, statuettes et bustes antiques sont présentés aux côtés d'œuvres de Salvador Dali, Giorgio De Chirico, Man Ray et Elisabeth Frink[réf. nécessaire].

## Publications du MACM
- (en) Mougins Museum of Classical Art, 2011, édité par M. Merrony.
- La Collection Famille Levett, 2012, éditée par M. Merrony et traduite par C. Dauphin.
- (en) C. Dauphin, Animals in the Ancient World, 2014.
- K. Schörle, Pompéi en images, 2015.
- C. Dauphin, Les Animaux dans le Monde Antique, 2016.
- F. Guillon Laffaille, Dufy dessine le Sud, 2019.

## Expositions

### Expositions dans le musée
- Doric, Sean Scully, du 12 juillet au 29 septembre 2013.
- Vessels, Gary Komarin : du 1er mai au 29 juin 2014[5].
- Les Strates du Temps, Alexander Mihaylovich, du 10 avril au 14 juin 2015[6].
- Pompéi en images, Giorgio Sommer, du 19 juin au 2 août 2015 .
- Animal, le bestiaire de la famille Levett, de février à juin 2016.
- Past is present, Léo Caillard, du 16 mars au 27 mai 2018[7].
- Bleu-Topique, Johan Van Mullem, du 16 novembre 2018 au 17 mars 2019[8].
- Dufy dessine le Sud, Raoul Dufy, du 23 mars au 1er septembre 2019.
- Jean Cocteau et sa mythologie, du 11 septembre 2020 au 24 janvier 2021, prolongée jusqu'au 27 juin 2021.
- Vanitas (Vanités), Jake Wood Evans, du 15 octobre 2021 au 30 janvier 2022[9].
- Coup de crayon, du 20 juin au 2 avril 2023.
- Picasso vu par les autres (Picasso Through Others' Eyes), du 8 avril au 30 août 2023.

### Expositions hors les murs
- Mythes et héros, du 14 avril au 28 mai 2012. Exposition à l’Espace culturel de Mougins en collaboration avec la Ville de Mougins.
- Picasso à Mougins, du 28 mars au 12 mai 2013. Exposition à l’Espace culturel de Mougins en collaboration avec la Ville de Mougins.
- Picasso au mas Candille, Lucien Clergue, du 15 au 26 mai 2013. Exposition à l’hôtel du mas Candille, Mougins.
- Sacha Sosno. Un hommage, du 8 mai au 15 juin 2014. Exposition à l’Espace culturel de Mougins en collaboration avec la Ville de Mougins.
- Mougins monumental 2015, du 4 avril au 30 août 2015. Exposition en plein air en collaboration avec le village de Mougins.
- Ici et maintenant, du 15 septembre au 31 décembre 2016. Collaboration avec le FRAC, la Ville de Mougins et l’Association Mougins Village Energy (MVE).
- Mougins monumental 2016, du 5 mars au 29 mai 2016. Exposition en plein air en collaboration avec le village de Mougins.
- The Classical Now, du 2 mars au 28 avril 2018. En collaboration avec le King’s College de Londres, une exposition à The Arcade à Bush House et Inigo Rooms à Somerset House, King’s College, Londres, Royaume Uni.
- Napoléon. L’héritage napoléonien de l’Égypte à nos jours, du 5 juillet au 30 septembre 2021. En collaboration avec la Ville de Mougins. Présentée à l’Espace culturel de Mougins.

## Reconnaissance
En 2011, lors de sa création, le musée remporte de le titre de « meilleur nouveau musée de l'année ».